# Papirus 29
Papirus 29 (według numeracji Gregory-Aland), oznaczany symbolem {\displaystyle {\mathfrak {P}}^{29}} – grecki rękopis Nowego Testamentu pisany na papirusie, w formie kodeksu. Paleograficznie datowany jest na III wiek. Zawiera niewielkie fragmenty Dziejów Apostolskich.

## Opis
Zachowały się jedynie fragmenty kodeksu z tekstem Dziejów Apostolskich 26,7-8.20. Oryginalne karty kodeksu miały rozmiar 17 na 27 cm. Tekst pisany jest jedną kolumną na stronę i w 38-41 linijek na stronę.

## Tekst
Grenfell i Hunt odnotowali dużą zgodność rękopisu z Kodeksem Bezy, minuskułem 1597, oraz starołacińskimi rękopisami. Tekst grecki rękopisu Kurt Aland opisał jako "wolny tekst" i zaklasyfikował go do kategorii I. Bruce M. Metzger oraz David Alan Black byli zdania, że reprezentuje tekst zachodni. Philip Comfort zaznaczył, że fragment jest zbyt mały by móc ocenić jego przynależność tekstualną.
Jest ważnym świadkiem obecności tekstu zachodniego w Egipcie, przed powstaniem wielkich kodeksów.

## Historia
Rękopis odkryty został w Oksyrynchos przez Grenfella i Hunta, którzy opublikowali jego tekst w 1915 roku. Na liście rękopisów znalezionych w Oxyrhynchus znajduje się na pozycji 1597. Ernst von Dobschütz umieścił go na liście rękopisów Nowego Testamentu, w grupie papirusów, dając mu numer 29.
Aland datował go na III wiek, Comfort na koniec III wieku.
Obecnie przechowywany jest w Bodleian Library (Gr. bibl. g. 4 (P)) w Oksfordzie.